# Spirou e Fantasio
Spirou e Fantasio (Spirou et Fantasio) è una serie di fumetti franco-belga pubblicata sul Journal de Spirou. Sviluppata dal 1938, condivide le caratteristiche di molti fumetti umoristici di avventura europei, come Le avventure di Tintin e Asterix. È stato scritto e sviluppato da una successione di artisti.
Spirou e Fantasio sono i personaggi principali; questi due giornalisti incorrono in fantastiche avventure, aiutati da Spip, fedele scoiattolo di Spirou, e dall'amico inventore Champignac. A partire dal 4º album verrà introdotto come personaggio anche il marsupilami. Le loro storie li portano ad affrontare un'ampia varietà di gangster, dittatori e altri scienziati pazzi in avventure che mescolano umorismo, fantascienza e fantasia. 
Spirou e Fantasio sono tra i rari eroi dei fumetti franco-belga ad appartenere al loro editore, invece che a un particolare disegnatore. Come tali, sono passati nelle mani di vari autori, i più celebri dei quali sono André Franquin, Tome e Janry.
La duratura popolarità del personaggio di Spirou ha portato alla creazione di svariati spin-off che, in alcuni casi, hanno avuto persino più successo della serie originale. Tra questi, ad esempio, possono essere citati: Gaston (1960), Marsupilami (1987), Le Petit Spirou (1990), Zorglub (2017), Champignac (2018) e Supergroom (2019).

## Personaggi
Personaggi principali e ricorrenti di Spirou e Fantasio:
- Spirou - Il personaggio principale. Un giornalista investigativo con un forte senso di giustizia.
- Fantasio - Il migliore amico di Spirou nonché suo compagno di avventure, un giornalista con un temperamento fumantino.
- Spip - Scoiattolo appartenente a Spirou.
- Il Marsupilami - Uno strano animale catturato nella giungla del sud America da Spirou e Fantasio. "Marsupilami" è il nome della specie, la creatura infatti non ha mai avuto un nome proprio. Spesso ci si riferisce a lui con "il piccolo animale", anche se è in grado di spaventare praticamente chiunque.
- Conte di Champignac - Amico scienziato di Spirou e Fantasio.
- Sindaco di Champignac. Piccolo e pomposo, è per lo più memorabile per i suoi discorsi caratteristici in cui accumula metafore contrastanti.
- Seccotine - Collega giornalista di Spirou e Fantasio, amica e rivale allo stesso tempo.
- Gaston Lagaffe - Ospite nelle storie di Spirou, è la fonte principale di disastri e gag.
- Ororéa - Un'altra giornalista coraggiosa, di discendenza polinesiana
- Itoh Kata - Scienziato e mago.
- Zorglub - Scienziato pazzo oltre che ex collega universitario del conte di Champignac. Originariamente un nemico, si vanta di poter conquistare il mondo; in seguito si scopre vuole solo essere riconosciuto come il più grande scienziato di tutti i tempi. Si riabilita e diventa amico dei protagonisti.

### Nemici
- Zantafio - Cugino malvagio di Fantasio.
- John Helena "la Murène" (la murena) - Un brutale criminale interessato ai tesori subacquei.
- Don Vito "Lucky" Cortizone - Boss della mafia di New York, padre della pericolosa donna chiamata Luna.
- Cyanure, un ginoide.

## Traduzioni
Il fumetto è strato tradotto in varie lingue, tra cui lo spagnolo, il portoghese, l'inglese, il giapponese, il tedesco, l'indonesiano, il vietnamita, il turco, l'olandese, il finlandese, il serbo croato, il catalano e l'islandese.

## In altri media
La popolarità della serie ha portato a un adattamento dei personaggi in diversi media. Il 25 febbraio 1961 e il 16 ottobre 1963 due adattamenti radiofonici furono trasmessi sul canale radio RTBF. Le storie erano basate su "Le Dictateur de Champignon" e "Les Robinsons du Rail", con la partecipazione di Yvan Delporte e André Franquin. Sono state prodotte due serie TV di cartoni animati, la prima, nota in Italia come Notizie da prima pagina, composta da 52 episodi originariamente trasmessi tra il 1993 e il 1994, e la seconda composta da 39 episodi originariamente trasmessi tra il 2006 e il 2009. Sono stati prodotti anche due videogiochi, il primo, Spirou, è stato pubblicato nel 1995 da Infogrames, e il secondo, Spirou: The Robot Invasion, è stato pubblicato nel 2000 da Ubisoft. Nella serie Playtoons di Sierra, Spirou e Fantasio sono apparsi nelle storie "Il caso del collaboratore contraffatto" e "Il principe mandarino". Il live action Le avventure di Spirou e Fantasio, adattamento cinematografico diretto da Alexandre Coffre, è stato pubblicato nel 2018, interpretato da Thomas Solivérès come Spirou, Alex Lutz come Fantasio, Christian Clavier come Conte di Champignac, Géraldine Nakache come Seccotine e Ramzy Bédia come Zorglub.

## Nella cultura di massa

### Francobolli
Il 3 ottobre 1988, il servizio postale belga ha emesso un francobollo raffigurante Spirou, disegnato da Tome e Janry. Questa serie è stata la quarta del servizio postale belga a raffigurare un eroe dei fumetti.
Il 26 febbraio 2006, il servizio postale francese ha emesso un set composto da tre francobolli di Spirou e Fantasio, disegnato da José-Luis Munuera. Per commemorare l'occasione, il Musée de la Poste de Paris (Paris Mail Museum) ha organizzato un'esposizione aperta dal 27 febbraio fino al 7 ottobre 2006.

### Statue
Nel 1991 è stata eretta una statua di Spirou mentre posa per una foto di Fantasio, eretta nell'Avenue du Général Michel in Charleroi. Un'altra statua di Spirou e Spip, progettata da Monique Mol nel 2003, può essere vista al Prosper Pouletstraat a Zeedijk, Middelkerke. Il 1º e 2 settembre 2016 Manneken Pis è stato vestito con l'uniforme di Spirou.

### Murali
Spirou, Fantasio e Spip sono raffigurati in un murale in Rue Notre Dame des Grâces/ Onze-Lieve-Vrouw van Gratiestraat a Brussels. Un secondo murale è stato creato a Elsenesteenweg 227A, in Elsene basato sui disegni di Schwartz e Yann, dalla storia Spirou e la donna leopardo.
Nel settembre 2016 è stato fatto un murale a Middelkerke, basato sulla storia di Hanco Kolk.

### Strumenti scientifici
SPIRou (SpectroPolarimètre Infra-Rouge) è uno strumento ad alta precisione per l'esplorazione degli esopianeti. La silouette di Spirou e Spip è raffigurata nel logo.